# ماهی کوچک (فیلم ۲۰۲۱)
ماهی کوچک (به انگلیسی: Little Fish) یک فیلم درام، عاشقانه و علمی-تخیلی آمریکایی محصول سال ۲۰۲۱ به کارگردانی چاد هارتیگان و نویسندگی ماتسون تاملین است که بر اساس داستان کوتاهی به همین نام اثر آجا گابل در سال ۲۰۱۱ ساخته شده‌است. اولیویا کوک، جک اوکانل، رائول کاسترو و سوکو در این فیلم به ایفای نقش پرداخته‌اند.

## داستان
یک زن و شوهر درگیر یک ویروس که باعث می‌شود حافظه انسان‌ها پاک شود، هستند. آن‌ها عشق و علاقه خود را در معرض فراموشی می‌بینند و برای حفظ رابطه‌شان درگیر ماجراهایی می‌شوند که…

## تولید
فیلمبرداری اصلی از ۱۱ مارس تا ۱۲ آوریل ۲۰۱۹ در بریتیش کلمبیا، کانادا انجام شد.

## انتشار فیلم
این فیلم قرار بود اولین نمایش جهانی خود را در جشنواره فیلم ترایبکا در ۱۷ آوریل ۲۰۲۰ انجام دهد. با این حال، جشنواره به دلیل همه‌گیری کووید ۱۹ به تعویق افتاد. در سپتامبر ۲۰۲۰، آی‌اف‌سی فیلمز حقوق پخش این فیلم را به دست آورد و آن را در ۵ فوریه ۲۰۲۱ در سینماها اکران کرد.

## پاسخ انتقادی
گردآورنده نقد و بررسی راتن تومیتوز بر اساس ۷۸ نقد، با میانگین امتیاز ۷٫۳ از ۱۰، امتیاز ۹۱ درصدی تأیید را به فیلم می‌دهد.
در متاکریتیک، که یازده منتقد را انتخاب کرد و میانگین وزنی نمره ۷۱ از ۱۰۰ را محاسبه کرد. این فیلم «بررسی‌های عمومی مطلوب» دریافت کرد.